# Ringicula semisculpta
Ringicula semisculpta is een slakkensoort uit de familie van de Ringiculidae. De wetenschappelijke naam van de soort is voor het eerst geldig gepubliceerd in 1910 door Hedley.